# Gregory (cràter)
Gregory és un cràter d'impacte en el planeta Venus de 18 km de diàmetre, situat a les coordenades planetocèntriques 7.1 ° latitud N i 95.8 ° longitud E. Porta el nom d'Isabella Gregory «Lady Gregory» (1852-1932), dramaturga irlandesa, i el seu nom va ser aprovat per la Unió Astronòmica Internacional l'any 1994.